# ماجد الشبل
محمد عبد الله الشبل المشهور باسم ماجد الشبل (1354- 1437 هـ / 1935- 2016 م) إعلامي سعودي بارز ومذيع سابق في التلفزيون السعودي. امتاز بسَعة ثقافته، وإتقانه للغة العربية، ورخامة صوته وجمال نبرته. لُقِّب بـ فارس الإعلام السعودي.
يُعَدُّ الشبل أحدَ روَّاد الإعلام المسموع والمرئي في سورية والسعودية. قدَّم برامج عديدة ومنوَّعة، من أبرزها: «محكمة الفن» و«مجلة التلفزيون» في التلفزة السورية، و«برنامج حروف» و«شاعر وقصيدة» و«أبناؤنا في الخارج» في التلفزة السعودية، إضافة إلى تقديمه نشَرات الأخبار في القناة السعودية الأولى مذيعًا رئيسًا فيها.
استمرَّ في المجال الإعلامي إلى سنة 2001 حين أصيب بجُلطة أقعَدته عن العمل، ثم توفي في الرياض بعد معاناة طويلة مع المرض عام 2016.

## ولادته ونشأته
وُلد أبو راكان، ماجد الشبل (محمد بن عبد الله بن محمد الشبل) في حيِّ المَيدان بمدينة دمشق، يوم السبت 9 صفر 1354هـ الموافق 11 مايو (أيَّار) 1935م، لأسرة تنتمي إلى العقيلات النجدية الذين اشتَهَروا برحلاتهم التجارية، وهي أسرة الشبل (آل شبل) المعروفة في مدينة عُنَيزة بمنطقة القصيم، من قبيلة بني تميم فخذ (العَناقِر).
ونسبه هو محمد بن عبد الله، بن محمد، بن سليمان، بن إبراهيم، بن جار الله، بن خنفر، بن عَنْقَر بن سليمان (جدِّ العناقر) من بني سَعْد بن زيد مَناة، بن تميم بن مُرّ، بن أدّ، بن عمرو (طابخة)، بن إلياس، بن مُضَر، بن نزار، بن مَعَدّ، بن عدنان (جدِّ العرب العدنانيين).
غادر جدُّه (محمد الشبل) مدينة عُنَيزة إلى بلاد الشام وسكن حيَّ المَيدان في مدينة دمشق، وهناك وُلد والدُه (عبد الله الشبل) الذي تزوَّج فيما بعد فتاةً دمشقية من حيِّ الميدان اسمها عائشة ذو الغنى، وترجع في نسبها إلى الصَّحابي عَمرِو بن العاص بن وائل السَّهْميِّ القُرَشيِّ الكِنانيِّ. ووُلد لهما غلامٌ سمَّاه والده «محمد» وهو اسمه الرسمي، وسمَّته والدته «ماجد» فكان اسمَ الشهرة. وقد توفي والده النجدي ودُفن بدمشق، وتوفيت والدته الدمشقية ودُفنت في الرياض.
لذا كان قلبُ ماجد مشطورًا يتنازعه حُبَّان، أحدهما للشام والآخر لنجد، وهو القائل: "نجدٌ أبي ودمشقُ أمِّي وكلاهما شكَّل شَراييني وأوردتي"، وحين سُئل: إلى أيِّ المكانين يميل قلبُه؟ أجاب السائلَ بسؤال، قائلًا: "وهل تحبُّ عينَك اليُمنى أكثرَ من اليُسرى؟".

## دراسته وعمله
تلقَّى ماجد تعليمه في دمشق، وفي المرحلة الابتدائية تأثَّر بأستاذ اللغة العربية الشاعر عبد الكريم الكَرْمي الذي حرَّك رواسبَ الإبداع في نفسه، والشجنَ لكلمات القصيد، حتى تميَّز من أقرانه في فنِّ الإلقاء. وعرَف أستاذُه ولعَه الشديد باللغة العربية، فأخذ يشجِّعه حتى المرحلة الثانوية، وكان ينشد بإبداع أبيات أستاذه الفلسطيني الأصل التي قالها في سورية:

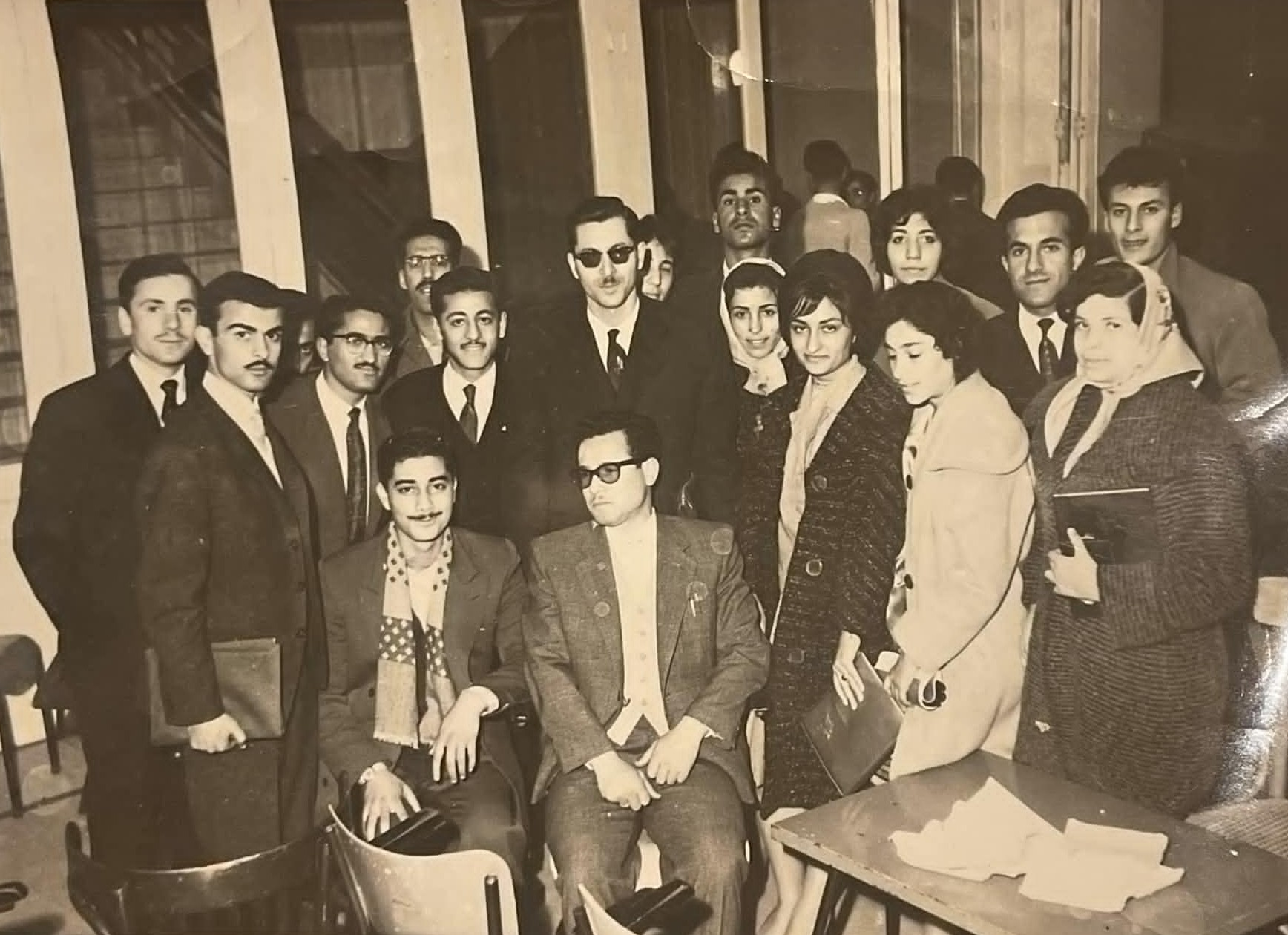
الدكتور مازن المبارك واقفًا في الوسط بين لفيف من طلابه وطالباته في كلِّية الآداب بجامعة دمشق عام 1961، وفي أقصى اليسار الطالبان ماجد الشبل ومحمد كمال.

التحقَ بقسم اللغة العربية من كلِّية الآداب في جامعة دمشق، وتخرَّج بكبار أساتذتها وعلى رأسهم: سعيد الأفغاني، وشكري فيصل، وصبحي الصالح، ومازن المبارك، وصالح الأشتر، وربحي كمال، وحسام الخطيب. ومن زملاء دُفعته من الطلَّاب الذين غدَوا أعلامًا في الأدب والنقد: محمد كمال، ومحيي الدين رمضان، وكمال أبو ديب، وبسام الساعي، ومحمد المصري، وياسين السوَّاس.
وفي أثناء دراسته الجامعية افتُتح التلفزيون السوري عام 1960، فانضمَّ ماجد إلى العاملين فيه مذيعًا ومقدِّمًا للبرامج، ليكون من الرعيل الأول من المذيعين السوريين. وقد شغله الإعلام عن متابعة دراسته فوصل إلى السنة الثالثة ولم يُكمِل.
ثم عاد الشبل إلى السعودية برفقة والدته السورية عام 1964، واستقرَّ في مدينة الرياض ليعمل في التلفزيون السعودي في بدايات تأسيسه، ليصير أيضًا من الرعيل الأول من المذيعين السعوديين.

## مسيرته الإعلامية
قدَّم الشبل في مسيرته الإعلامية برامجَ متنوعة ناجحة، وكان يتميَّز في البرامج الحوارية والثقافية. من أبرز أعماله: برنامج «محكمة الفن» الذي أعدَّه وقدَّمه في التلفزيون السوري في مطلع افتتاحه، وهو برنامج فني يُستضاف في كل حَلْقة فيه فنانٌ يتحَّدث عن مسيرته، ويكون اللقاء في صورة محكمة، النائب العامُّ فيها هو مقدِّم البرنامج ماجد الشبل، والقضاة هم: الفنانون مصطفى هلال، ونهاد قلعي، وشاكر بريخان.
ثم قدَّم في التلفزيون السعودي برنامج «شاعر وقصيدة» الذي ظهر سنة 1402هـ، وبرنامج «الميزان»، وبرنامج «أبناؤنا في الخارج»، وبرنامج المسابقات «حروف»، إضافة إلى البرنامج الإذاعي «همس النسيم»، وبرنامج «مع المشاهير» الذي استضاف فيه العديد من الشخصيات البارزة من مختلِف المجالات، إضافة إلى لقائه عددًا من المفكرين والأدباء والقرَّاء من أبرزهم: طه حسين، وعلي الطنطاوي، وصبحي الصالح، وعمر أبو ريشة، وعبد الباسط عبد الصمد، وأنيس منصور، وصالح جودت. وعددًا من الفنانين من أشهرهم: محمد عبد الوهاب، وفريد الأطرش، وعبد الحليم حافظ، وصباح، ويوسف وهبي، وعاصي الرحباني، وهدى حداد (شقيقة فيروز).
وكان قد أجرى مقابلة مع الملك سلمان بن عبد العزيز - وكان حينئذٍ أميرًا على مدينة الرياض - عام 1417هـ، قدَّم فيها الملك سردًا مختصرًا عن نشأة الدولة السعودية الأولى ثم الثانية والثالثة.

## برامجه
قدَّم الكثير من البرامج، منها:

### في سورية
- محكمة الفن.
- مجلة التلفزيون.

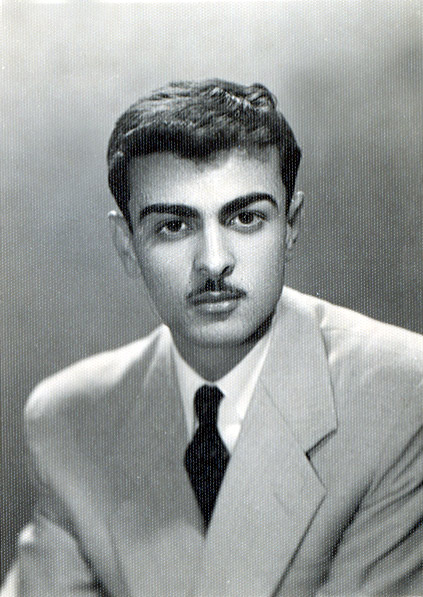
ماجد الشبل عام 1960 في بواكير عمله في التلفاز السوري

- نافذة على الصباح، قدَّمه مع الإعلامية هيفاء عربي كاتبي، إعداد وكتابة محمد كمال.

### في السعودية
- حروف.
- أبجد هوَّز.
- شاعر وقصيدة.
- الميزان.
- أبناؤنا في الخارج.
- همس النسيم من إخراج هيام كيلاني.

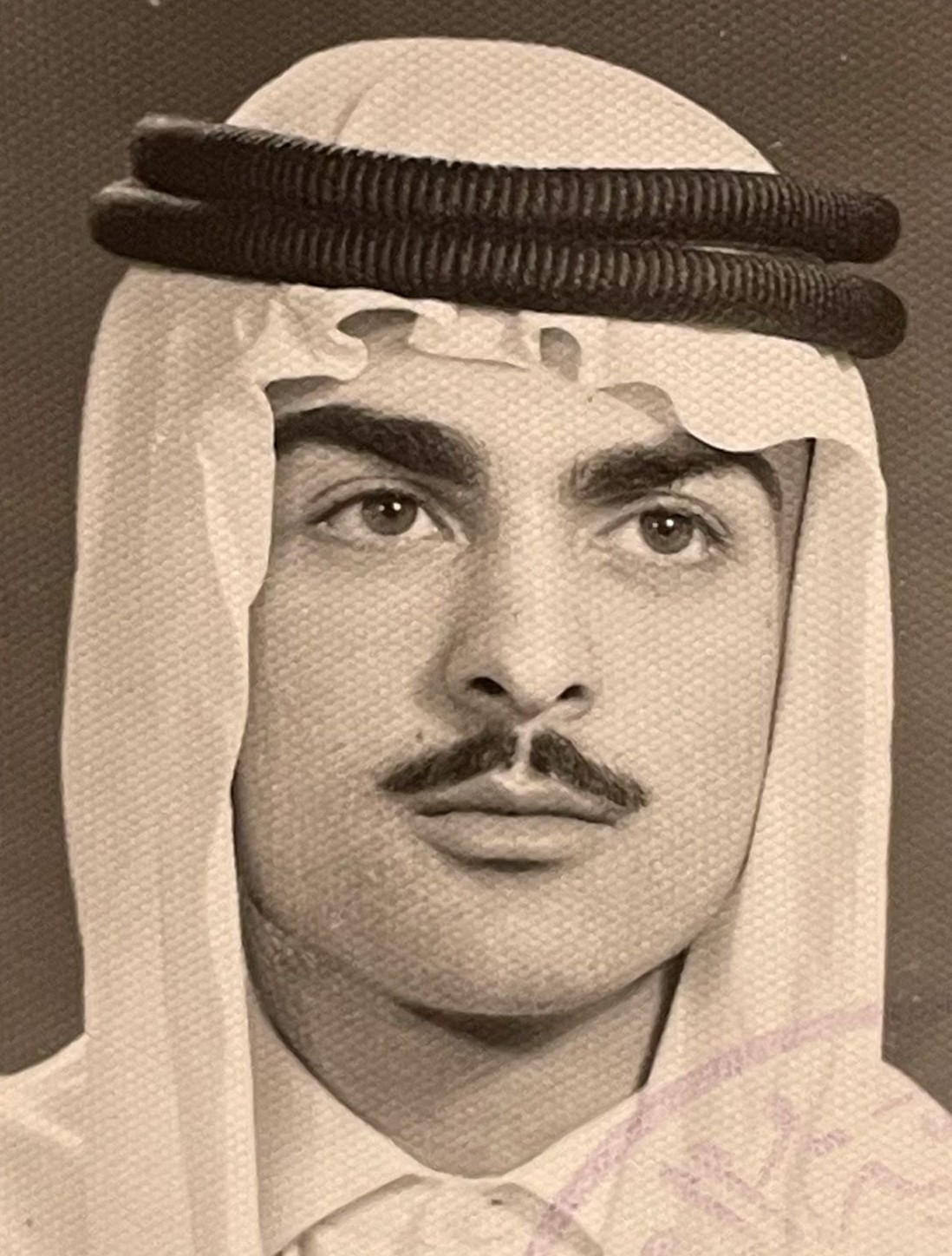
ماجد الشبل عام 1964 في بواكير عمله في التلفاز السعودي

- مع المشاهير من إخراج نقولا أبو سمح وطلال عشقي.
- نشَرات الأخبار.[11]

## قيل عنه
- قال صالح المرزوق المدير العامُّ لإذاعة الرياض سابقًا وعضو مجلس إدارة المجموعة السعودية للأبحاث والإعلام: «كان ماجد الشبل مدرسةً في الإلقاء واللغة والتواضُع والأخلاق، حساسًا وشاعرًا مرهفًا، أحبَّ عمله وأحبَّه الناس، وأصبح اسمه محفورًا في ذاكرة المشاهدين والمستمعين. وهو رجل ذو أنفة، لا يُطالب بحقِّه الوظيفي، تقاعد على المرتبة العاشرة، بعد أن رفع خطابًا لوزير الإعلام علي بن حسن الشاعر، وبطلب مني شخصيًّا، واختار أن يشير في الخطاب إلى الموضوع بقوله: "في مثل هذا اليوم منذ عشر سنوات ترقيت للمرتبة التاسعة". وجاء الردُّ سريعًا من الوزير بترقيته».[12]
- كتب الأستاذ الإعلامي الصَّحَفي محمد الوعيل: «لم يكن ماجد الشبل مجرَّد مذيع متألق أو شاعر، ولكنه كان واحدًا من أبرز روَّاد الإعلام والثقافة في بلادنا الذين أسهموا بمِهَنية وحِرَفية طيلة عقود، في صناعة الإعلام السعودي. استطاع الشبل أن يحفرَ بصوته وثقافته اسمَه بأحرف من نور في تاريخ المهنة الإعلامية في وطننا، وعلى الرغم من مرضه الطويل، خاصَّة في السنوات الأخيرة، ظلَّ في حضوره البهيّ، ذاكرةً وذكرى في قلوب عشَّاقه ومتابعيه، كان فيها الاسمَ الأبرز في جميع المناسبات الرسمية، وحافظ فيها على سَمْته وأدائه، مما مكَّنه من أن يحتلَّ مقعده في العقول والنفوس، برَزانته وحُنكته وبراعته، وقدرته الهائلة على إيصال المعلومة بلغة عربية رصينة، وأداء يستحق الإعجاب. ماجد الشبل واجهة مشرِّفة لأداء مشرِّف، وقيمة يجب أن تُحتَذى في بيئتنا الإعلامية، ينبغي أن تعيدَ منظومة القيم في الأداء للواجهة في ظلِّ منافسة محمومة، علينا أن نستفيدَ منها في إعلاء قِيَم المهنة الموضوعية، من أجل إعلام رصين هو وسيلتنا وغايتنا وسلاحنا المرئي والمسموع في نفس الوقت».[13]
- أضاف محمد الوعيل أيضًا: «بعيدًا عن مسيرة ماجد الشبل الحافلة في التلفزيون، وشغفه الإعلامي وإخلاصه في عمله، كان مخلصًا لابنته الوحيدة "سمر"؛ التي كرَّس لها كلَّ حياته، وأصبحت مِحورَ حياته واهتمامه، ولم يتزوَّج بعد أن انفصل عن والدتها. وبادلته المحبَّة، وأسمَت ابنَها الأكبر على اسمه، وفاءً وعِرفانًا وتقديرًا».[13]
- وصفه الكاتب الأديب أحمد الديحاني بقوله: «ماجد الشبل شخصية إعلامية سعودية، وُلد لأب سعودي استوطن الشام ولأم شامية استوطنت السعودية، فكان هجينًا يحمل شموخَ الجزيرة العربية وحضارة الشام الأبيَّة. امتزج عُمق الجزيرة العربية لديه بأنفاس الشام فكان النتاج رأسًا منتشيًا بالثقافة، وكأسًا مترعة بالإبداع، سقاها ملايين المشاهدين والمستمعين هنا وهناك».[8]
- أبرزَ الكاتب أحمد التيهاني مزاياه قائلًا: «ماجد الشبل مذيعٌ سابقٌ لعصر الرداءة الإعلامية، وأزمنة ازدحام الوجوه على صفائح الشاشات، له صوتٌ يشبه انهمار ماء النهر في شلَّال ليس به عِوَج، يتدفَّق على الأسماع، فيصير موسيقا طبيعية، كتلك التي نستلذُّها في خَرير الماء، أو حَفيف الشَّجَر. وله لغةٌ كالمرآة في صفائها ونقائها، فلم يكن يَلْحَن أو يتلعثَم كمذيعي "الإف إمَّات"، ومذيعات القنَوات! كان يقرأ الأخبارَ فيشعر السامعون أنه من يصنعُ "أحداث العالم" حين كان يطلُّ علينا كلَّ يوم جمعة، ليقدِّم ملخَّصًا لأحداث الأسبوع.. وحين يقرأ الوثائقيات فإن المشاهدين أمام معزوفةٍ استراحت في نغَماتها الحضارات، حتى تأتي المعلومة المعرفية منها، وكأنها صورةٌ من صور الغيب، وما ذاك إلا لأنه يدري ما يقول، قبل أن ندريَ عنه.. كان يُدير الحوارات، فيجعل المتابعين يقرؤون فصولًا طويلةً من كتبٍ عتيقة، بها يرسُم الدَّرب إلى الأفق البعيد، والوعي الجديد، فيجعل من مهنة المذيع عملًا لا يجرؤ على الاقتراب منه إلا الراسخون في اللغة والثقافة والإحساس.. ماجد الشبل في "همس النسيم"، كان يؤدِّي قصائدَ المجنون والزِّرِكْلي وابن الرُّومي، فينقِّيها من الشوائب، حتى تصيرَ شعرًا مصفًّى.. فلا يملُّها السامعون.. لأنه يمزُج ماءَ القصيدة بشمس صوته، فتصبح القصيدة دفئًا في الجبال، ونسمةً في السُّهول، وغيمةً فوق الصَّحاري».[7]
- كتب الأستاذ صالح الديواني: «صاحبُ أجمل إطلالة على الشاشة الفضية في تاريخ التلفزيون السعودي هو المذيع الرائع الأستاذ ماجد الشبل، الذي نقش في تاريخ ذاكرتنا جميعًا صوته وعبقريته وثقافته، ولغته الواثقة، وإطلالته البهية، في النشَرات الإخبارية، ومجلة التلفزيون، وبرنامج حروف، و"العين بعد فراقها الوطنا .. لا ساكنًا ألِفَتْ ولا سَكَنا". لم يكن ماجد الشبل إلا أنموذجًا حقيقيًّا لخامة المذيع العملاق بكلِّ ما في الكلمة من معنى».[14]
- قال الباحث والناقد الدكتور عبد الله الحَيدَري رئيس النادي الأدبي بالرياض: «ماجد الشبل لم يُكمل دراسته الجامعية، ومع ذلك بزَّ أقرانه في الإعلام والتقديم، لقد كان أحدَ أوضح النماذج في جيل تميَّز بالتكوين الثقافي والحسِّ الإعلامي».[15]
- كتبت الصَّحَفية ناهد سعيد باشطح: «ماجد الشبل كان يقرأ الشعر باحترام للشعر وللجمهور، لكنَّه غاب عن الإعلام فترة طويلة. مأزق الفنان الذي يُعطي عمله حياته كلَّها أنه إن غاب فلا يعود يُذكر إلا بجهود فردية من الأعمال الإعلامية».[16]

## تكريمه
- كرَّمه الأمير عبد الإله بن عبد الرحمن بن ناصر بن عبد العزيز آل سعود، عام 2007.
- كرَّمه الإعلاميون السعوديون العاملون في وسائل الإعلام المرئية والمسموعة والمقروءة، عام 2010.
- كرَّمه حفل الجائزة الوطنية للإعلاميين في جُدَّة، برعاية وزير الثقافة والإعلام عبد العزيز خوجة، بإظهار لقطة مصوَّرة للشبل من على فراش المرض، ورئيس هيئة الإذاعة والتلفزيون عبد الرحمن الهزَّاع يقدِّم له باسم الإعلاميين جائزةً تقديرية لريادته في الإعلام السعودي، في 16 مايو 2013.[17]
- كرَّمه مركز صوت الوطن للدراسات والإعلام، ومديره موسى مبروك عسيري، في رجب 1434هـ/ مايو 2013م.
- كرَّمه النادي الأدبي بالرياض، بتاريخ 17 المحرَّم 1436هـ الموافق 10 نوفمبر (تشرين الثاني) 2014م،[15][18] وأقام ندوة عنه بعنوان "ماجد الشبل مذيعًا ومثقفًا" تحدَّث فيها الدكتور عائض الردَّادي والأستاذ صالح المرزوق، وقدَّمها الأستاذ عبد العزيز العيد. وتسلَّم الدرع التكريمية نيابةً عن الشبل حفيداه ماجد الجوهرجي ومنصور الجوهرجي.[19]
- وجَّه له الملك سلمان بن عبد العزيز دعوةً لحضور حفل غداء جمع فيه الإعلاميين والمثقفين، في نوفمبر 2016، لكنَّ مرضه حال دون تلبية الدعوة، فتُرك مقعده فارغًا طَوالَ الحفل وعليه بطاقة باسمه، تقديرًا لمكانته، وليكونَ الحاضر الغائب في هذا الحفل.[20]

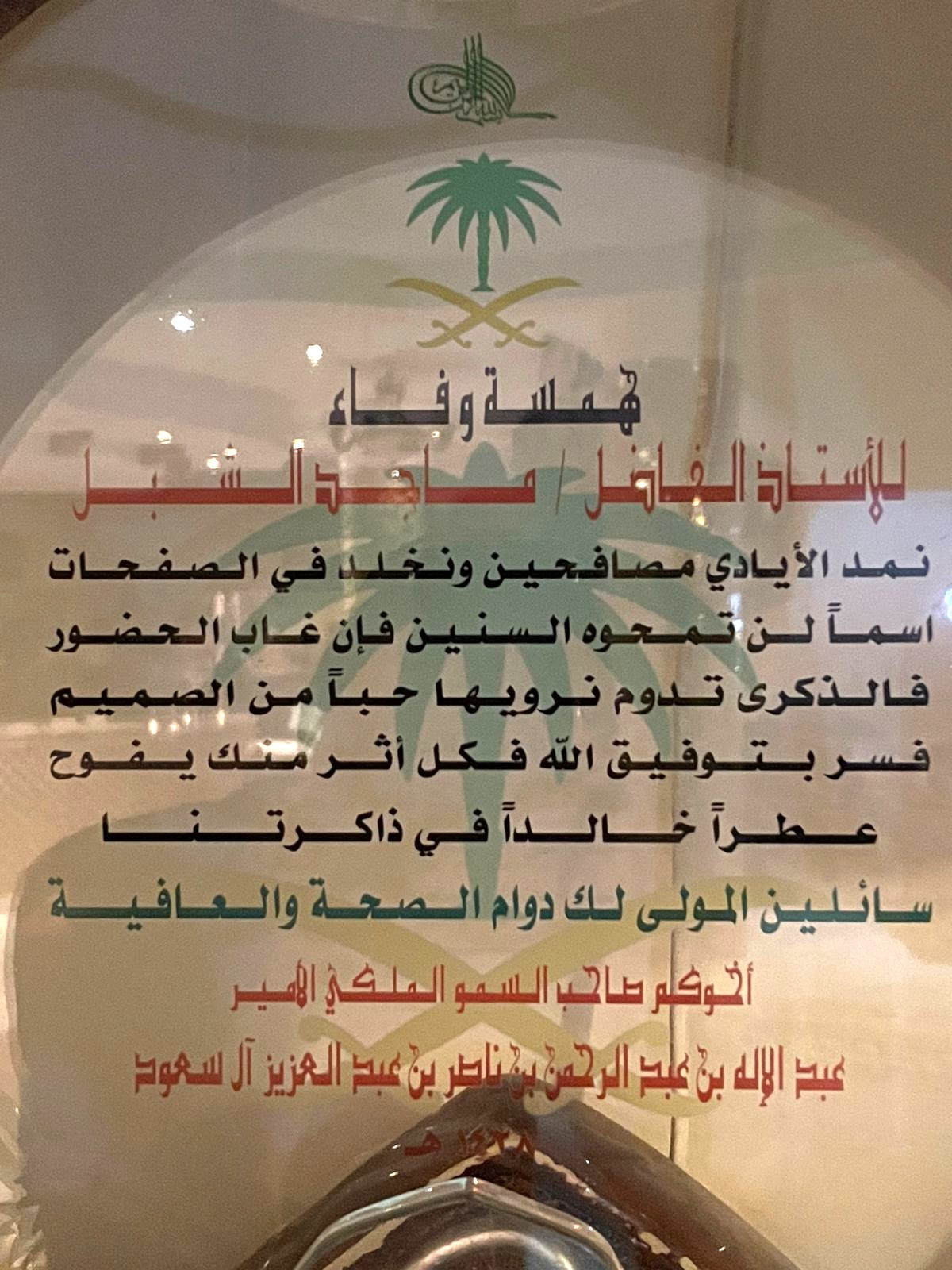
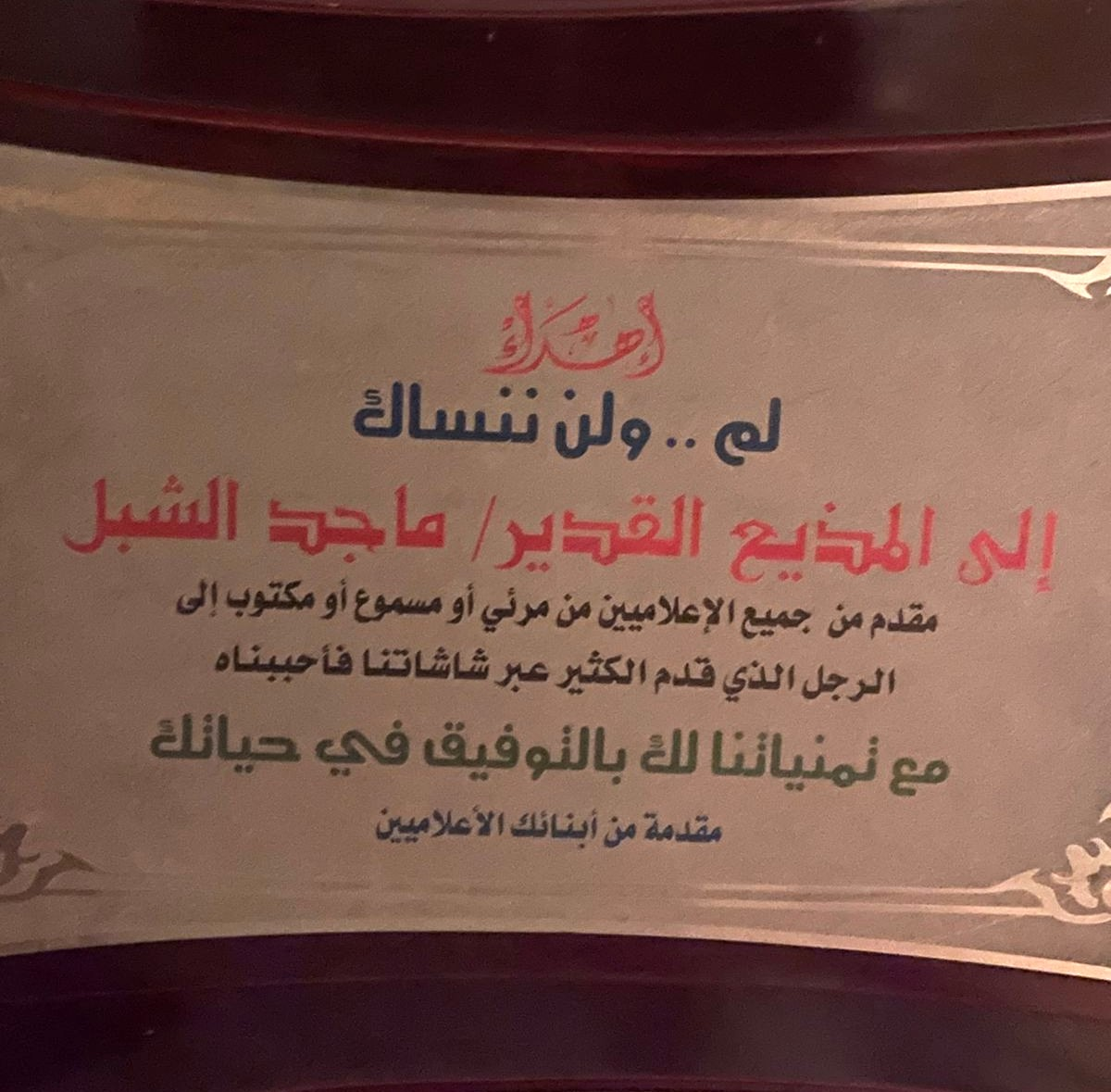
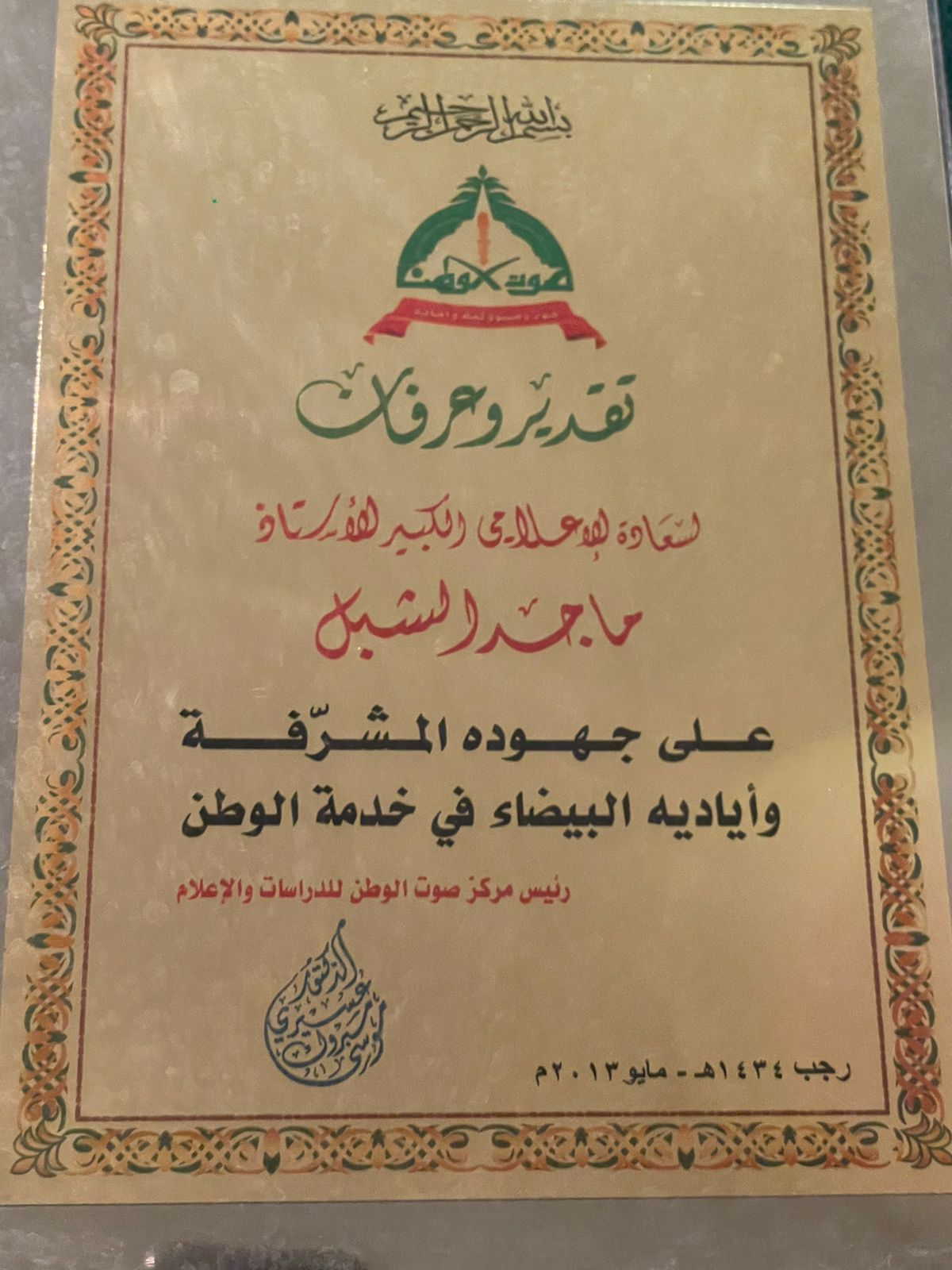
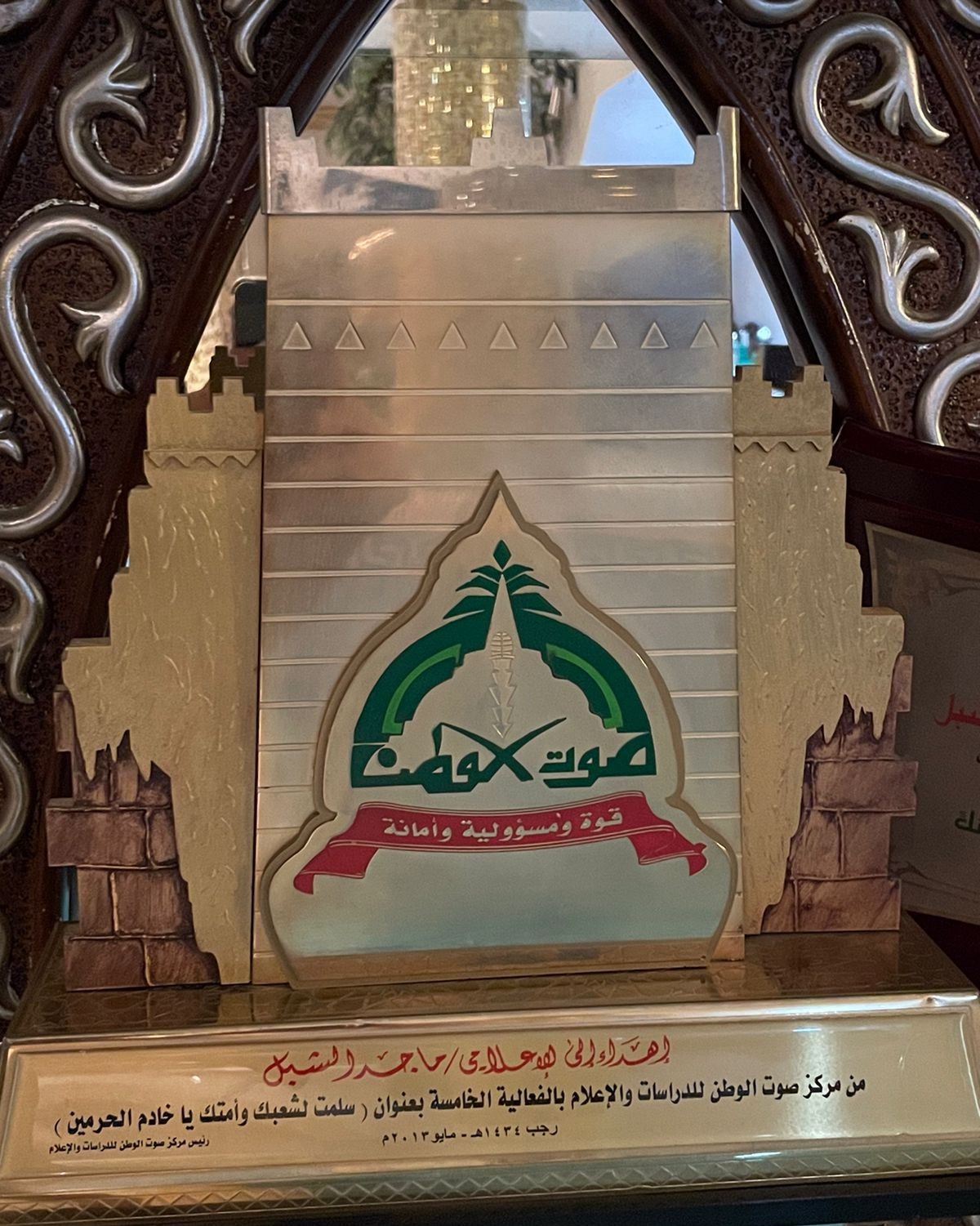
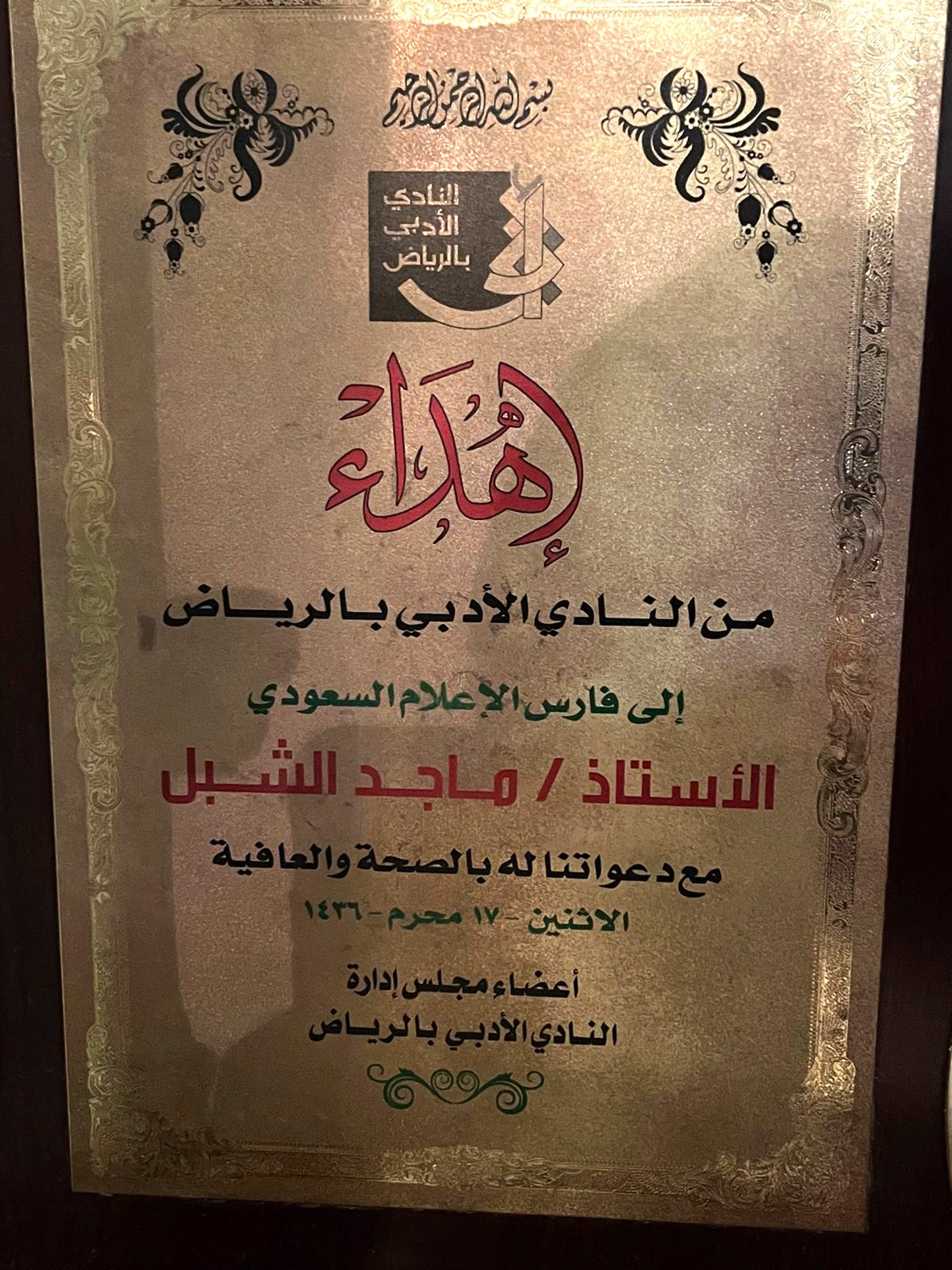
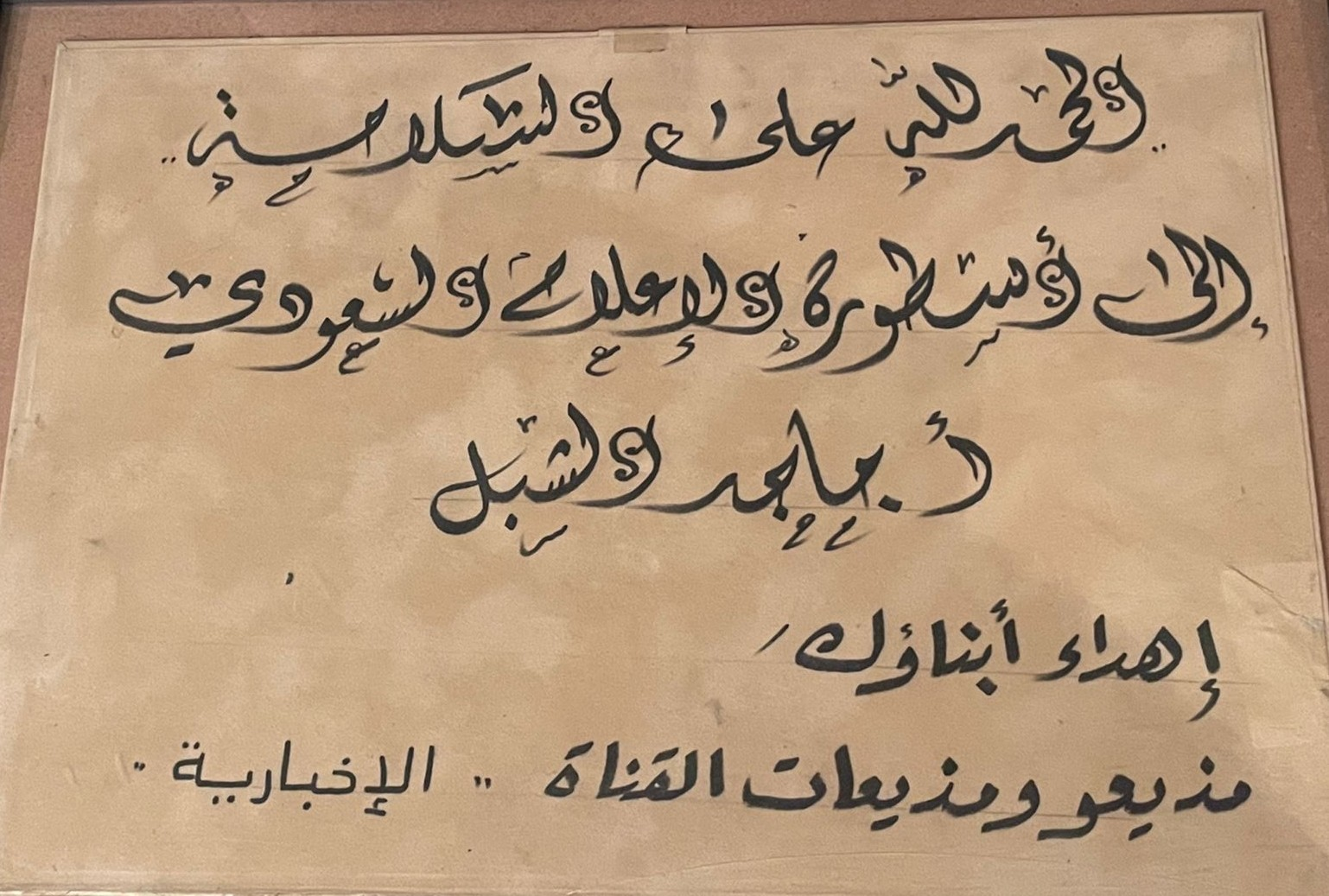

## أسرته
عُرف ماجد الشبل بكنيته أبي راكان، ولكن لم يكن لديه سوى ابنة وحيدة اسمها سمر بنت محمد عبد الله الشبل، حاصلة على بكالوريوس في الأدب الإنكليزي من كلِّية التربية للبنات بالرياض (جامعة الملك سعود)، وعملت في تعليم اللغة الإنكليزية قرابة أربعين عامًا.
وله أربعة أحفاد (أسباط)، هم: هَلا غازي جَوهَرْجي، وماجد غازي جوهرجي، ومنصور غازي جوهرجي، وفارس غازي جوهرجي.

## مرضه

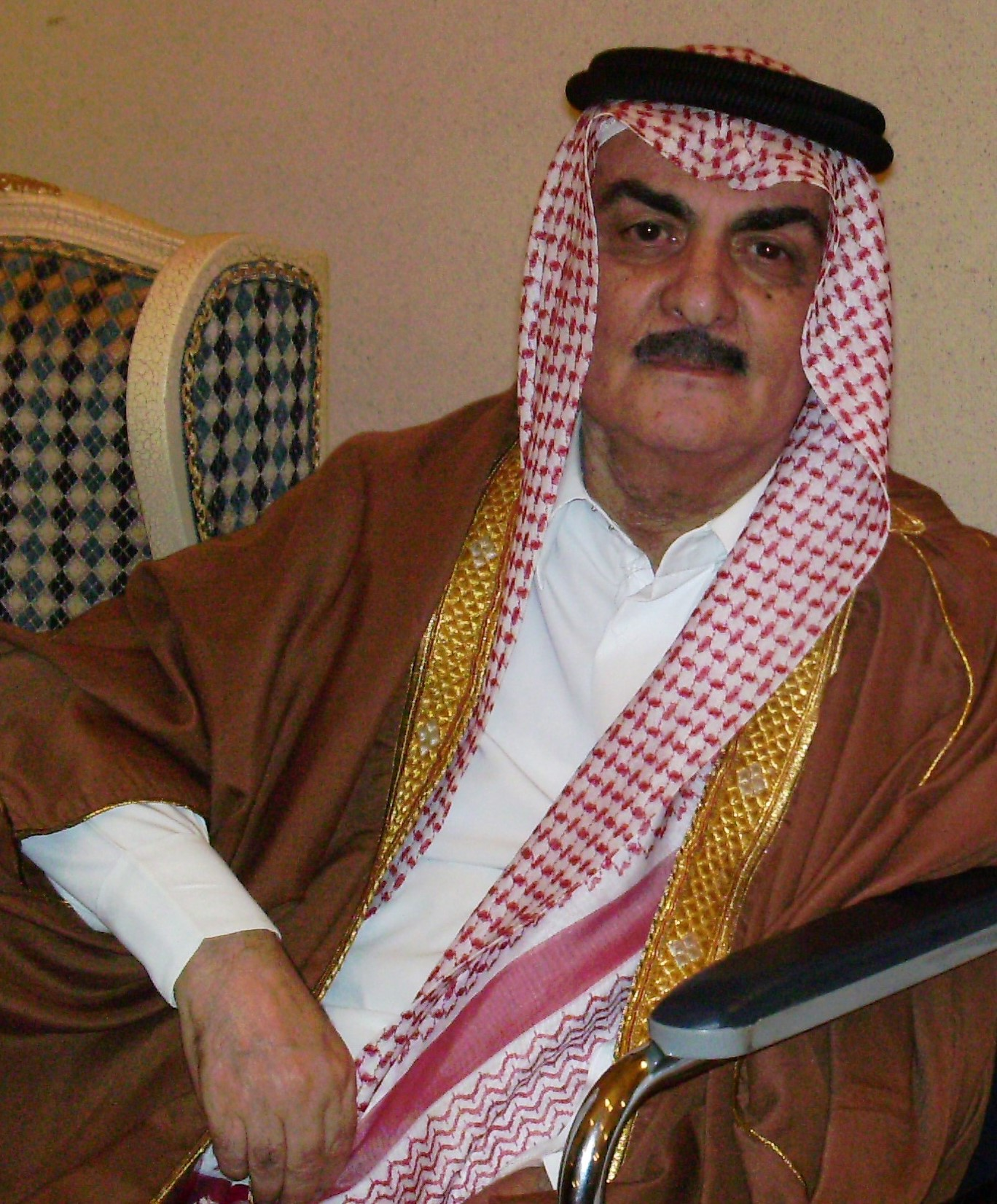
ماجد الشبل في مرضه

في أثناء إعداده لبعض تقارير ذكرى مئوية التأسيس الخاصَّة بالسعودية، وكان حينئذٍ في دمشق، شعر بإجهاد وألم في الناحية اليسرى من جسمه، ثم تبيَّن أنها جُلطة، نُقل على إثرها إلى المستشفى. وأمر الملك فهد بن عبد العزيز آل سعود بنقله إلى الرياض بطائرة إخلاء طبِّي، وعلاجه في مستشفى الملك فيصل التخصُّصي، وكان ذلك سنة 1420هـ/ 2000م. تعافى الشبل نسبيًّا من وَعْكته، وعاد إلى المجال الإعلامي مدَّة وجيزة إلى أن قرَّر التقاعد سنة 1421هـ/ 2001م.

## وفاته
توفي ماجد الشبل في يوم الأربعاء 4 شعبان 1437هـ الموافق 11 مايو (أيَّار) 2016م في مستشفى الملك فيصل التخصُّصي بالرياض، بعد معاناة طويلة مع المرض عن عمر ناهز إحدى وثمانين سنة. وصُلِّي عليه بعد صلاة عصر يوم الخميس 5 شعبان 1437هـ الموافق 12 مايو 2016م في جامع الملك خالد في الرياض، وتقدَّمَ المشيِّعين الأميرُ فيصل بن بندر آل سعود أمير منطقة الرياض، والدكتور عبد الملك الشلهوب رئيس هيئة الإذاعة والتلفزيون آنذاك، والرئيس السابق للهيئة عبد الرحمن الهزَّاع، وكبار مذيعي التلفزيون السابقين، وأصدقاء الفقيد وزملاؤه ومحبُّوه، ودُفن في مقبرة أمِّ الحمام.

## معرِض الصور

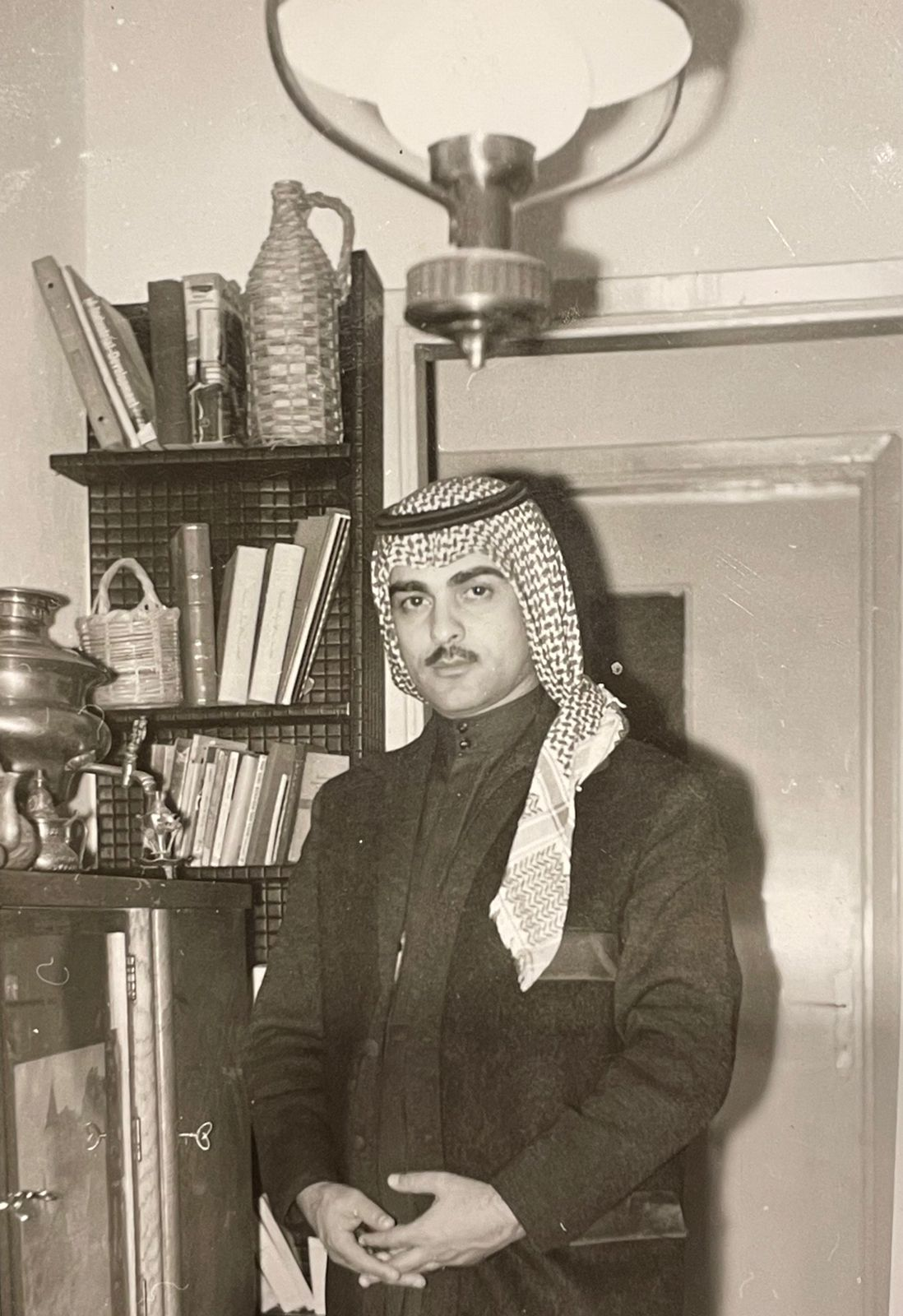
الشبل في داره بالرياض عام 1965
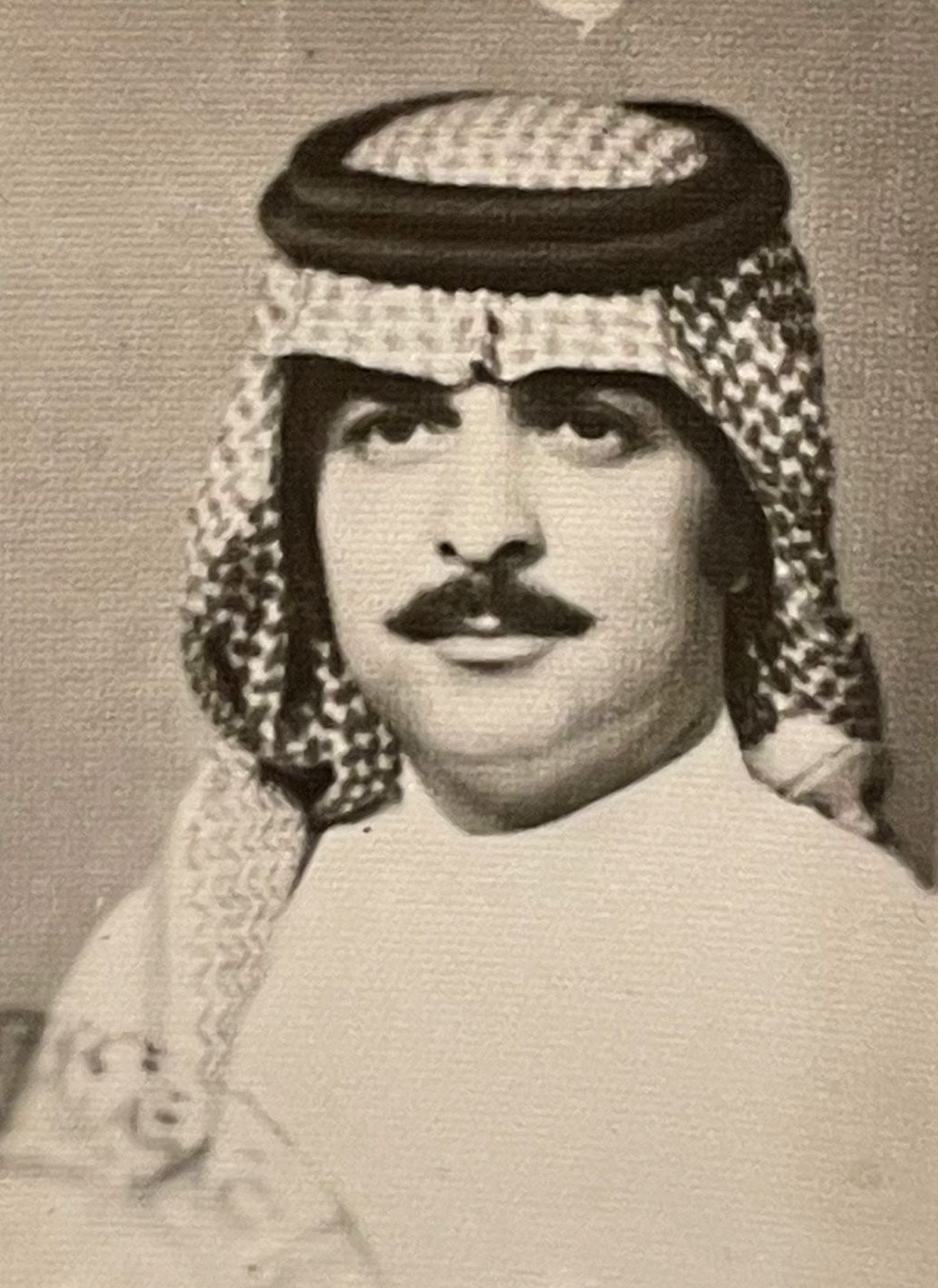
الشبل عام 1970
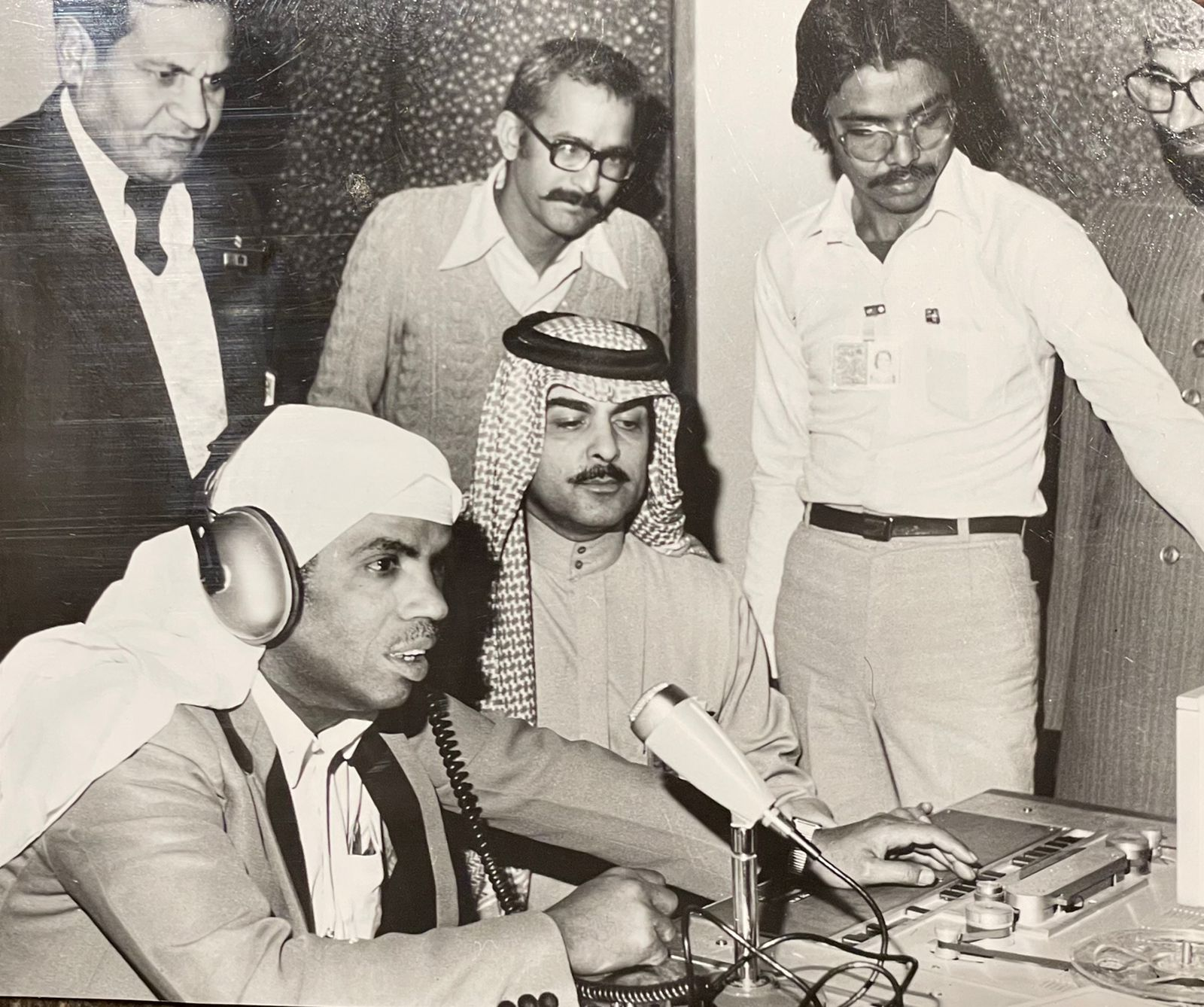
الشبل يؤدي عمله عام 1973
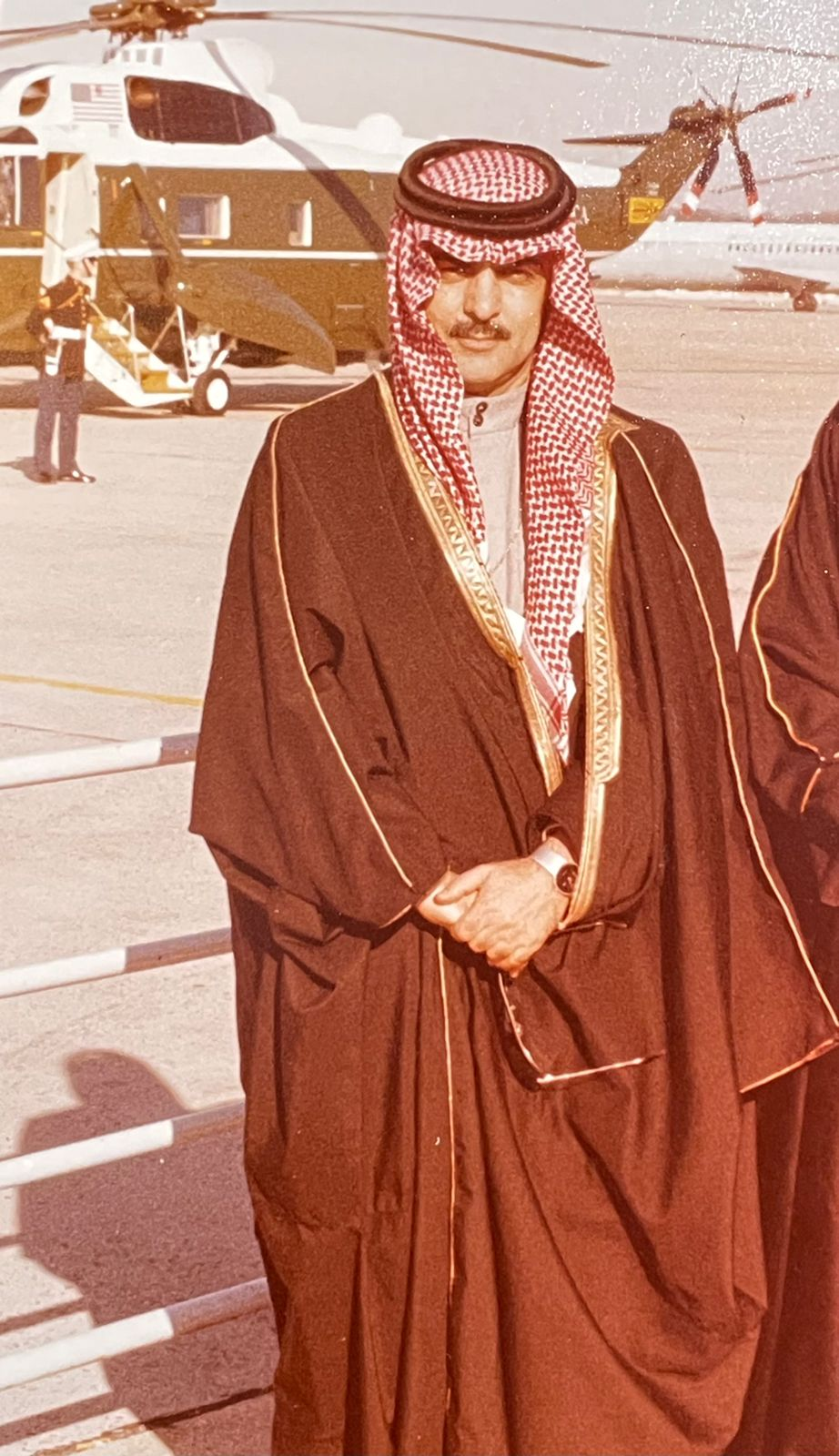
الشبل في مهمة رسمية عام 1975
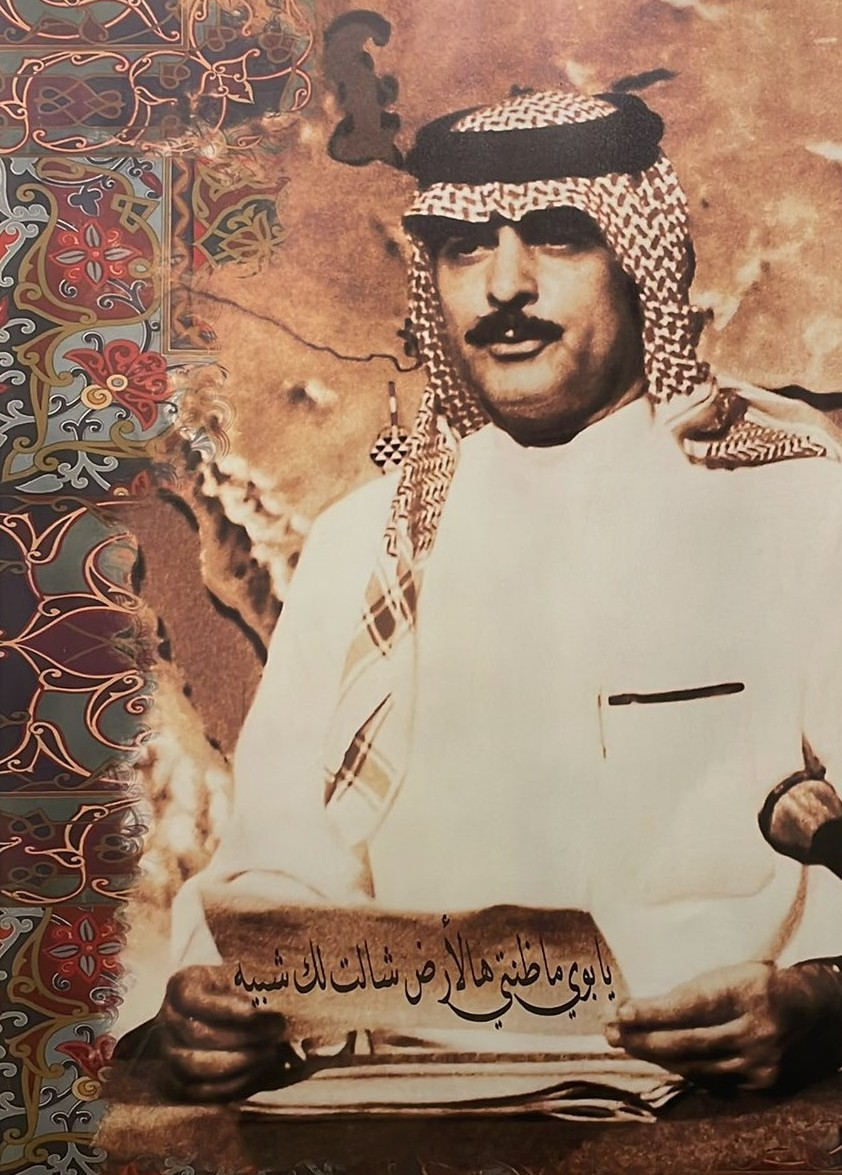
الشبل عام 1985
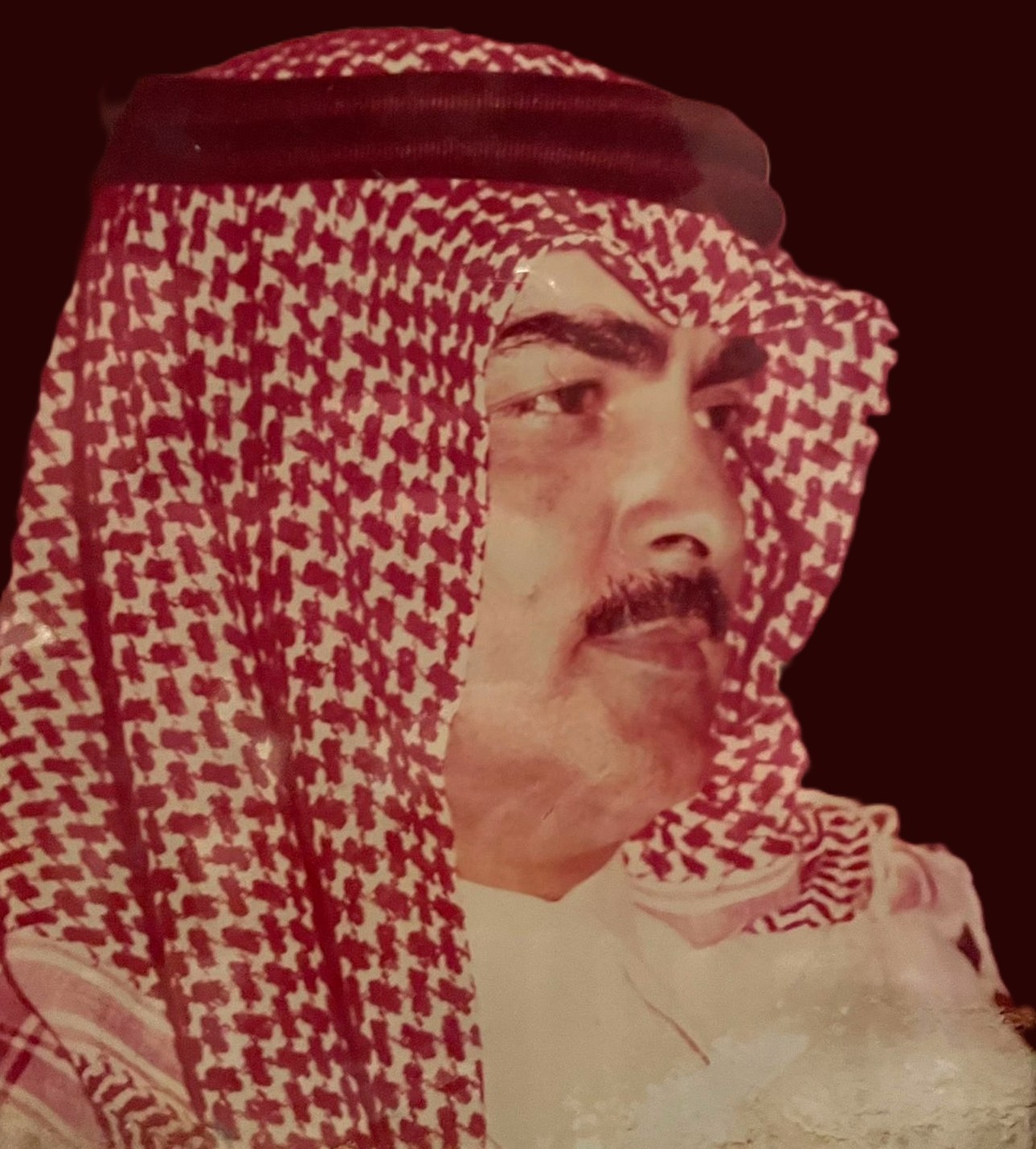
الشبل عام 1990
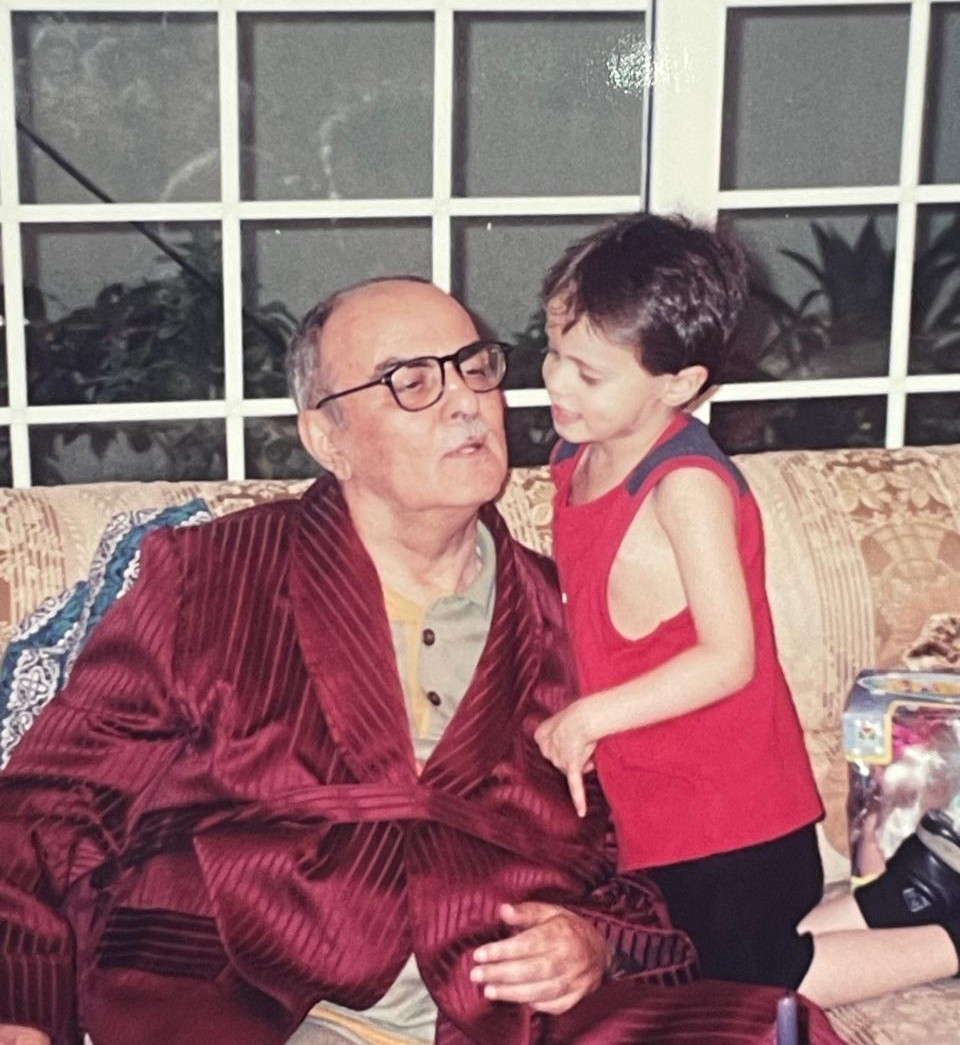
الشبل مع حفيده فارس عام 2005

## الملاحظات
1. ↑  ورد في بعض وسائل الإعلام أن والد ماجد الشبل (عبد الله) هو الذي رحل إلى الشام، وهو خطأ! صوابه أن جدَّه (محمد) هو الذي رحل إلى الشام، ووُلد له فيها ابنُه عبد الله (والد ماجد الشبل).

## روابط خارجية
- ماجد الشبل: صوت المذيع الحقيقي!
- السيرة الذاتية ماجد الشبل.
- ماجد الشبل لـ «الرياض»: انشغالي بالإعلام أبعدني عن جمع قصائدي.
- بعد مسيرة نصف قرن.. ماجد الشبل في ذمة الله، تقرير قناة الإخبارية السعودية.
- لقاء ماجد الشبل بالشيخ علي الطنطاوي في برنامج ليالي رمضان.
- الفيلم الوثائقي ماجد الشبل ورحلة الأيام - برنامج وينك ؟
- ماجد الشبل يوجه رسالة شكر لخادم الحرمين بعد غيابه عن لقاء المثقفين بسبب المرض